# Bourg-la-Reine
Bourg-la-Reine és un municipi francès, situat al departament dels Alts del Sena i a la regió de l'Illa de França.
Forma part del cantó de Bagneux i del districte d'Antony. I des del 2016, de la divisió Vallée Sud Grand Paris de la Metròpolis del Gran París.
L'escut d'aquesta ciutat és idèntic al de Brest.

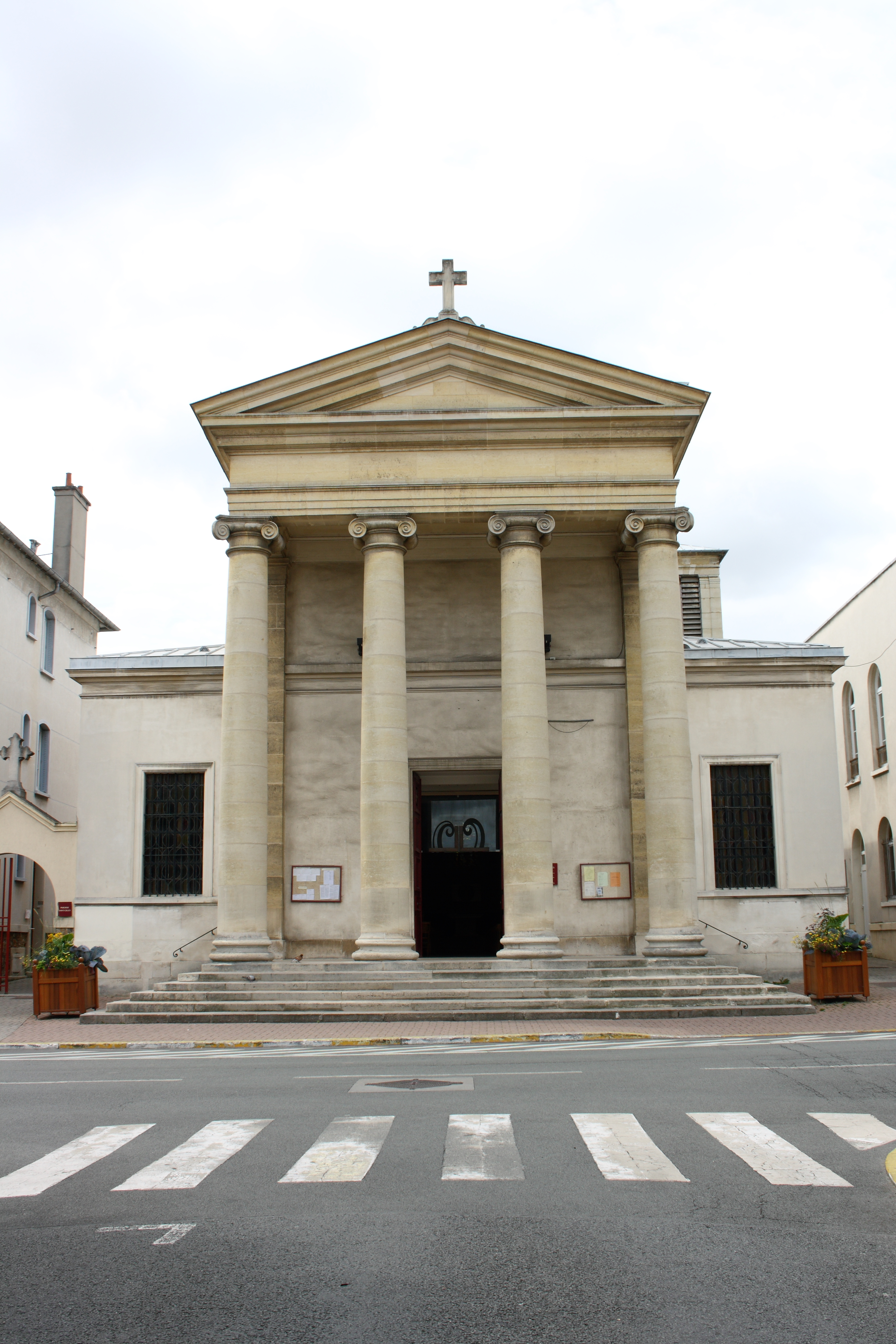
Église Saint-Gilles.
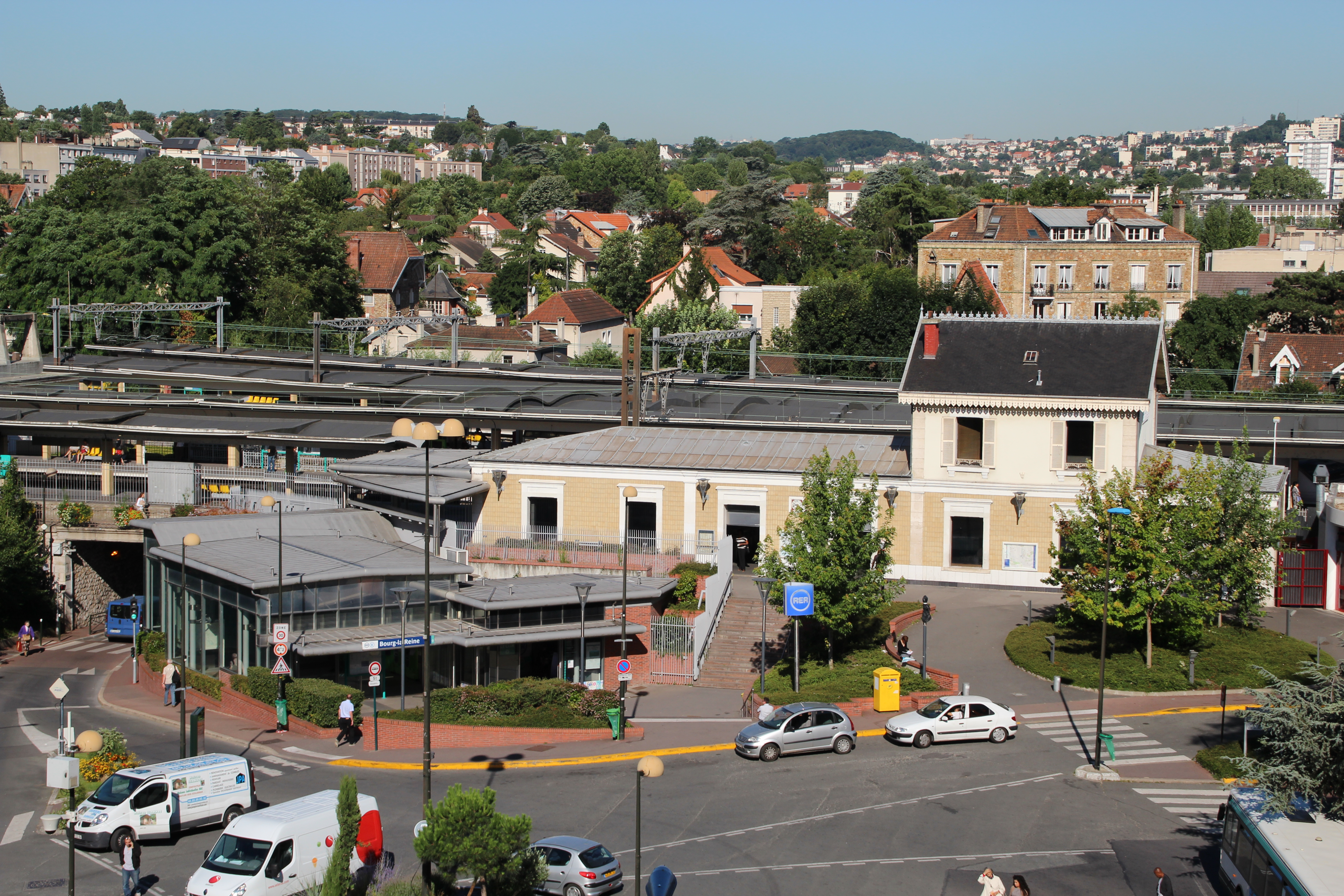
RER Bourg-la-Reine.
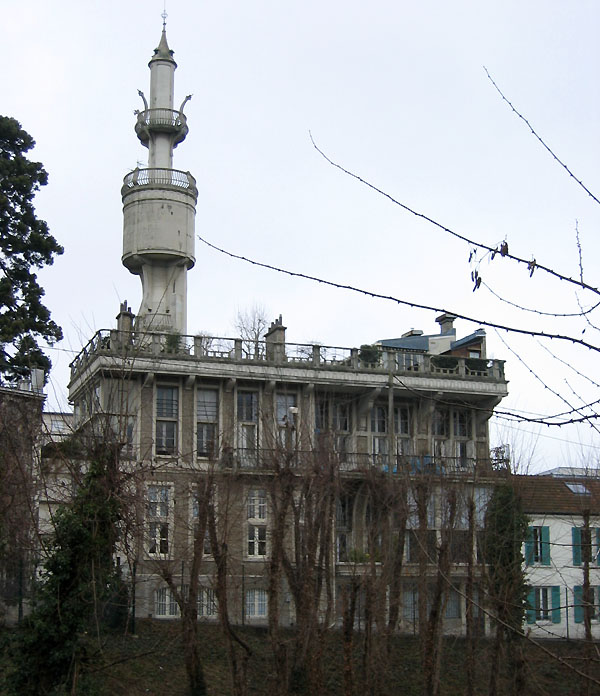
Villa Hennebique (1901-1903).
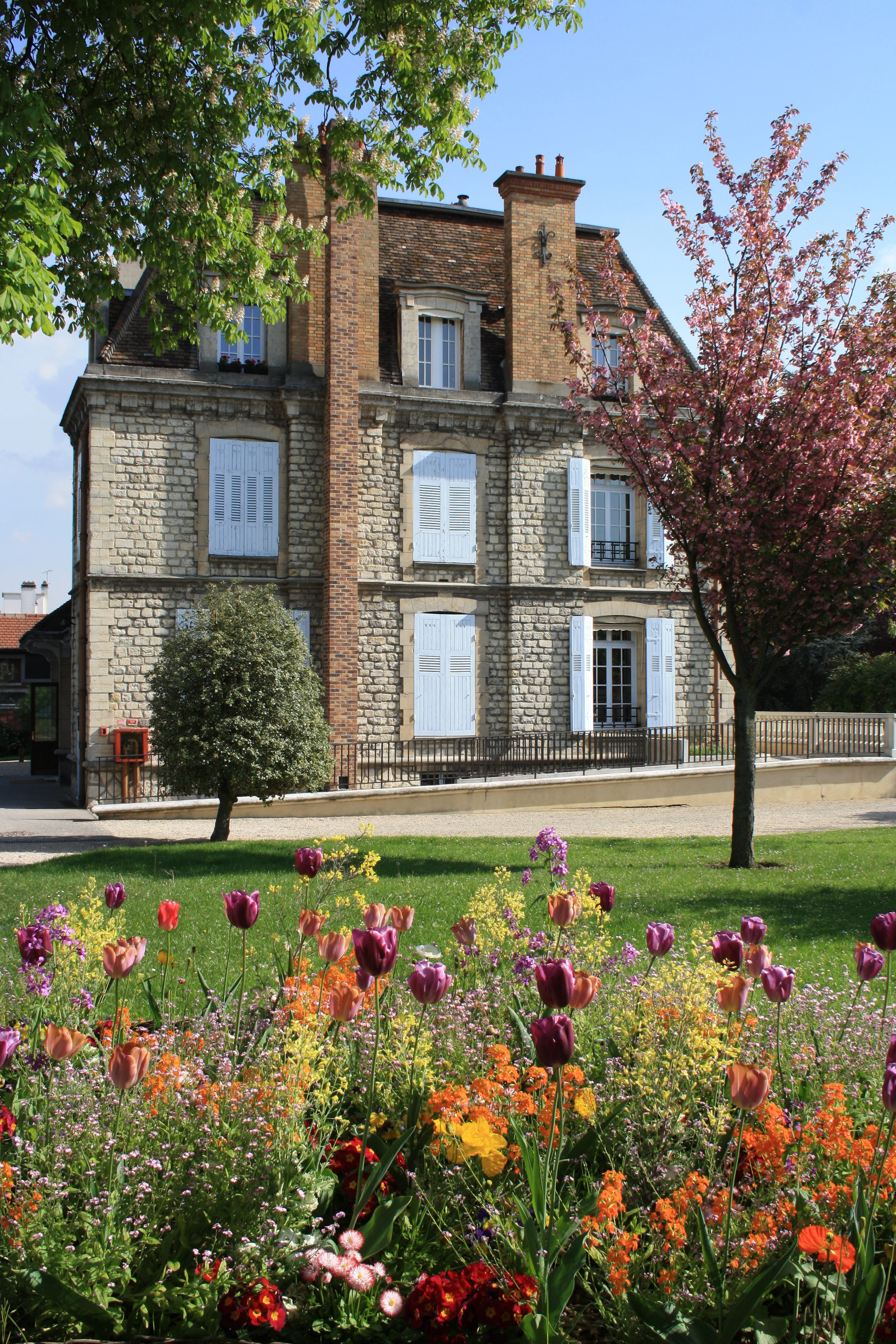
Villa Saint Cyr.